# Edenbridge (Band)
Edenbridge ist eine österreichische Musikgruppe, die im Jahr 1998 von dem Gitarristen Arne „Lanvall“ Stockhammer zusammen mit dem Bassisten Kurt Bednarsky, dem Schlagzeuger Roland Navratil und der Sängerin Sabine Edelsbacher als Frontfrau gegründet wurde.
Stilistisch spezialisieren sie sich auf melodischen und sinfonischen Metal mit progressiven Tendenzen. Sie selbst bezeichnen den eigenen Stil als „Angelic Bombastic Metal“ – und sind somit am ehesten zwischen Bands wie Nightwish und Within Temptation einzuordnen.

## Geschichte
1998 als Studioprojekt gegründet, begann der Aufstieg mit dem Debüt-Album Sunrise in Eden, das 2000 vom Label Massacre Records veröffentlicht wurde. Nach dem Einstieg von Andreas Eibler begannen die Aufnahmen zur zweiten Studioproduktion Arcana. Die CD erschien im November 2001.
2002 war gekennzeichnet durch mehrere erfolgreiche Tourneen in Europa und Asien. Nach Ende der Asientour verließ Kurt Bednarsky die Band. Er wurde unter anderem durch Mike Koren (Visions of Atlantis) ersetzt. Nach der Veröffentlichung der CDs A Lifetime in Eden und Shine im Jahre 2003 bezw. 2004 ging es abermals – gemeinsam mit Angra – auf Europatour. Direkt im Anschluss an die Veröffentlichung von Shine verließ Andreas Eibler die Band und wurde auf der folgenden Tour von Martin Mayr ersetzt. Frank Bindig stieß als Verstärkung am Bass zur Band.
2006 veröffentlichte die Band die Single For Your Eyes Only, eine Coverversion des Titelsongs aus dem James-Bond-Film In tödlicher Mission von Sheena Easton, und das Album The Grand Design. Im November unterschrieb die Band bei Napalm Records einen weltweiten Plattenvertrag.
Das nächste Album MyEarthDream erschien am 25. April 2008. Auf diesem Album wird Edenbridge von dem Czech Film Orchestra unterstützt, das aus 65 Musikern der Tschechischen Philharmonie und des Orchesters des tschechischen Nationaltheaters besteht. Lanvalls Arrangements wurden von dem Dirigenten und Komponisten Enrique Ugarte für das Orchester umgesetzt.
Im November 2008 gab Edenbridge bekannt, dass Frank Bindig sich entschlossen habe, die Band zu verlassen, um sich anderen Projekten zu widmen.
Am 4. Mai 2009 wurde das auf 1000 Stück limitierte Live-Album LiveEarthDream veröffentlicht. Es enthält Mitschnitte einiger Konzerte aus dem Jahr 2008 und soll nur über die Website bzw. den Fanshop erhältlich sein.
Am 2. Juli 2010 kam das siebte Studioalbum Solitaire auf den Markt, nach Vorabveröffentlichung der ersten Single Higher. Es war das erste Musikvideo, das seit Bandgründung gedreht wurde. Solitaire schaffte es nicht in die österreichischen Charts, erreichte aber Platz 95 in den deutschen Albumcharts.
Seit Februar 2013 ist Wolfgang Rothbauer (ex-Disbelief, Zombie Inc., Thirdmoon, In Slumber, GodHateCode, Eisblut, Aeoneve und Silence After Carnage) als Bassist bei Edenbridge tätig.
Am 21. Juni 2013 wurde das achte Studioalbum The Bonding veröffentlicht, schaffte es aber wieder nicht in die Albumcharts.

## Diskografie

### Studioalben
- 2000: Sunrise in Eden (Massacre Records)
- 2001: Arcana (Massacre Records)
- 2003: Aphelion (Massacre Records)
- 2004: Shine (Massacre Records)
- 2006: The Grand Design (Massacre Records)
- 2008: MyEarthDream (Napalm Records)
- 2010: Solitaire (Napalm Records)
- 2013: The Bonding (Steamhammer)
- 2017: The Great Momentum (Steamhammer)
- 2019: Dynamind (Steamhammer)
- 2022: Shangri-la (AFM Records)

### Livealben
- 2004: A Livetime in Eden (Massacre Records)
- 2009: LiveEarthDream (Eigenveröffentlichung)
- 2017: Live Momentum (Eigenveröffentlichung)

### Kompilationen
- 2006: MP3 Collection (2000-2004)
- 2007: The Chronicles of Eden (Massacre Records)
- 2018: Edenbridge (5 Original Albums in 1 Box) (Steamhammer)
- 2021: The Chronicles of Eden - Part 2 (Steamhammer)

### Singles
- 2000: Sunrise in Eden (Dream On Records)
- 2004: Shine (Massacre Records)
- 2006: For Your Eyes Only (Massacre Records)
- 2010: Higher
- 2016: Shiantara (Steamhammer)
- 2017: The Moment Is Now (Steamhammer)
- 2019: Live and Let Go

### Videoalben
- 2015: A Decade and a Half ... The History So Far